# Hippocampus fuscus
Hippocampus fuscus Rüppell, 1838 è un pesce osseo appartenente alla famiglia dei cavallucci marini (Syngnathidae).

## Descrizione
Come in tutte le specie del genere Hippocampus,  la testa, dalla caratteristica forma equina e con un muso allungato e tubolare, forma un angolo retto con il resto del corpo. È presente una spina sopraoculare pronunciata e una corona ossea intorno alla testa. Il corpo è provvisto di piastre dermiche anulari. La coda è prensile. Il colore della livrea varia dal bruno con striature biancastre al giallo. Può raggiungere una lunghezza massima di 15 cm.

## Biologia

### Alimentazione
Si nutre di zooplancton.

### Riproduzione
È una specie ovovivipara: la femmina depone le uova in una tasca situata nel ventre del maschio, che dopo una gestazione di circa 14 giorni espelle degli avannotti, lunghi circa 5 mm, già in grado di vita autonoma.

## Distribuzione e habitat
La specie è diffusa nella parte occidentale dell'oceano Indiano e nel mar Rosso. Attraverso il canale di Suez si è introdotto nel mar Mediterraneo (migrazione lessepsiana).
Predilige le praterie di Posidonia e Zostera spp.